# Stein am Rhein
Stein am Rhein (a zürichi fennhatóság idején Lithopolis; szó szerinti fordítása: „kő a Rajnán„) Svájc Schaffhausen kantonjában található település. A 413 méter tengerszint feletti magasságú kis város a Rajnára épült, ott ahol a folyó kilép a Boden-tóból.

## A város története
Stein am Rhein történelmét kezdettől fogva földrajzi helyzete határozta meg. A Rajna bal partját már az i.e. 5. században földművesek és halászok népesítették be. Időszámításunk kezdetén a rómaiak foglalták el a területet, akik a szomszédos Eschenzben egy nagyobb piac-, illetve rakodóteret hoztak létre. Régészeti leletek és egy római épületfelirat bizonyítja, hogy az alemannok egyre gyakoribb támadásai elleni védelemként a rómaiak a város mai területén kb. 300-ban egy várat (Tasgetium) építettek a Rajna bal partján elhelyezkedő dombon (a helység mai neve: Vor der Brugg). Az  erődítményt egy kőhíd kötötte össze az északi folyóparttal, ami akkoriban még gyakorlatilag lakatlan volt.
A rómaiak visszavonulása után a várba és környékére alemannok települtek. Ugyanezen a helyen a 6. században felépült a Szent János templom, amelyet a várfalakon belüli fekvése miatt „vártemplomnak” is neveznek. A vár környékén – és később a Rajna jobb partján is – talált számos lelet alapján Stein am Rhein vidéke Európa egyik legjelentősebb régészeti helyei közé tartozik.
A település fejlődéséhez jelentősen hozzájárult a közlekedés szempontjából kedvező fekvése egy sűrű forgalmú vízi- és fontos szárazföldi út kereszteződésében. További lendületet adott Stein am Rhein növekedésének, hogy II. Henrik német-római császár 1007 körül Hohentwielből ide helyezte át a Szent György bencés rendi kolostort birtokaival és jogaival – köztük a vásártartási és pénzverés jogával együtt.
A következő években az egykor egyszerű halászfalu fontos kereskedelmi településsé alakult. A növekvő város első várnagyai – a vámjogok és igazságszolgáltatási hatáskör birtoklói -  valószínűleg Zähringen hercegei, később Hohenklingen  bárói, majd a Klingenberg család volt..  A 11-14. században Stein am Rhein virágzó kereskedővárossá fejlődött.
1457-ben a városnak sikerült felvásárolni az eladósodott várispánok összes jogát és birtokát Stein am Rheinban és környékén. Két évvel később az osztrák fenyegetettségre való tekintettel az immáron szabad város védelmi szövetséget kötött Schaffhausennel és Zürichhel (1459). 1484. szeptember 29-én Stein am Rhein gazdasági és politikai okok miatt Zürich fennhatósága alá került, ami biztosítani akarta északi határait a Rajnán, a városnak pedig részben sikerült csatlakoznia a Svájci Államszövetséghez. A reformáció következtében megszüntették a bencés rendi kolostort, amelynek birtokait ettől kezdve Zürich kezelte. Stein am Rhein székhellyé válási törekvéseit a megszerzett, illetve megvásárolt uradalmakkal, mint alattvaló területekkel (Vor der Brugg, Ramsen, Wagenhausen) akarta biztosítani, de terve sikertelen maradt.
A 17. században jelentkezett az első válságos időszak: negatívan befolyásolták a város fejlődését az uradalmi jogokról folytatott viták a thurgaui ispánnal és Zürichhel, valamint veszteségek termelése a kereskedelemben Schaffhausen és Konstanz javára.
A régi Államszövetség összeomlásával (1798) a Helvét Köztársaságban a város helyzete teljesen megváltozott: 1798 májusában Schaffhausenhez csatolták. Bár a város 1802-ben megpróbált visszakerülni Zürichhez, végül 1803-ban a mediációs törvény hatályba lépésekor el kellett fogadnia Schaffhausenhez tartozását, aminek következtében a város elvesztette jövedelmező uradalmi jogait. Különösen súlyosan érintette a várost vámbevételek elvesztése, amely jelentősen befolyásolta kereskedelmi és piaci szerepét. Ehhez társult még az a tény, hogy megváltoztak az áruszállítás eszközei, illetve a kereskedelmi útvonalak; Stein am Rhein ráadásul későn került a vásúthálózatba.
Kevés sikerrel jártak az ipari üzemek telepítésével kapcsolatos törekvések is, ami a városnak súlyos gazdasági gondokat okozott. Az áttörés a 19. század végén, illetve 20. század elején csupán a második vállalkozói generációnak sikerült, akik a város keleti részén lévő „vízerő-lelőhely” közelében telepedtek le. A vállalkozások nagy része még ma is létezik.
A fellendülés idejére esik a turizmus kialakulásának kezdete is, ami viszont a világháborúk miatt ismét háttérbe szorult. Csupán az 1950-es években indult újra fejlődésnek az idegenforgalom és lett az egyik legjelentősebb gazdasági tényező.
További súlyos visszaesést okozott a városnak a Stein am Rhein takarékpénztár (Spar- und Leihkasse Stein am Rhein) fizetésképtelensége. A csőd során leginkább érintett emberek kisbefektetők és kisvállalkozók voltak: a bukás után sok tőkeerős család hagyta el a várost. Megújulást hozott számos új kézműves- és ipari üzem létrehozása, valamint a város legnagyobb vállalata, a Henke & Cie cipőgyár virágzása (a cipőgyár 1885 és 1973 között működött háborúkat és válságokat átvészelve; a helyén ma a Chlosterhof Hotel áll).

## Képgaléria

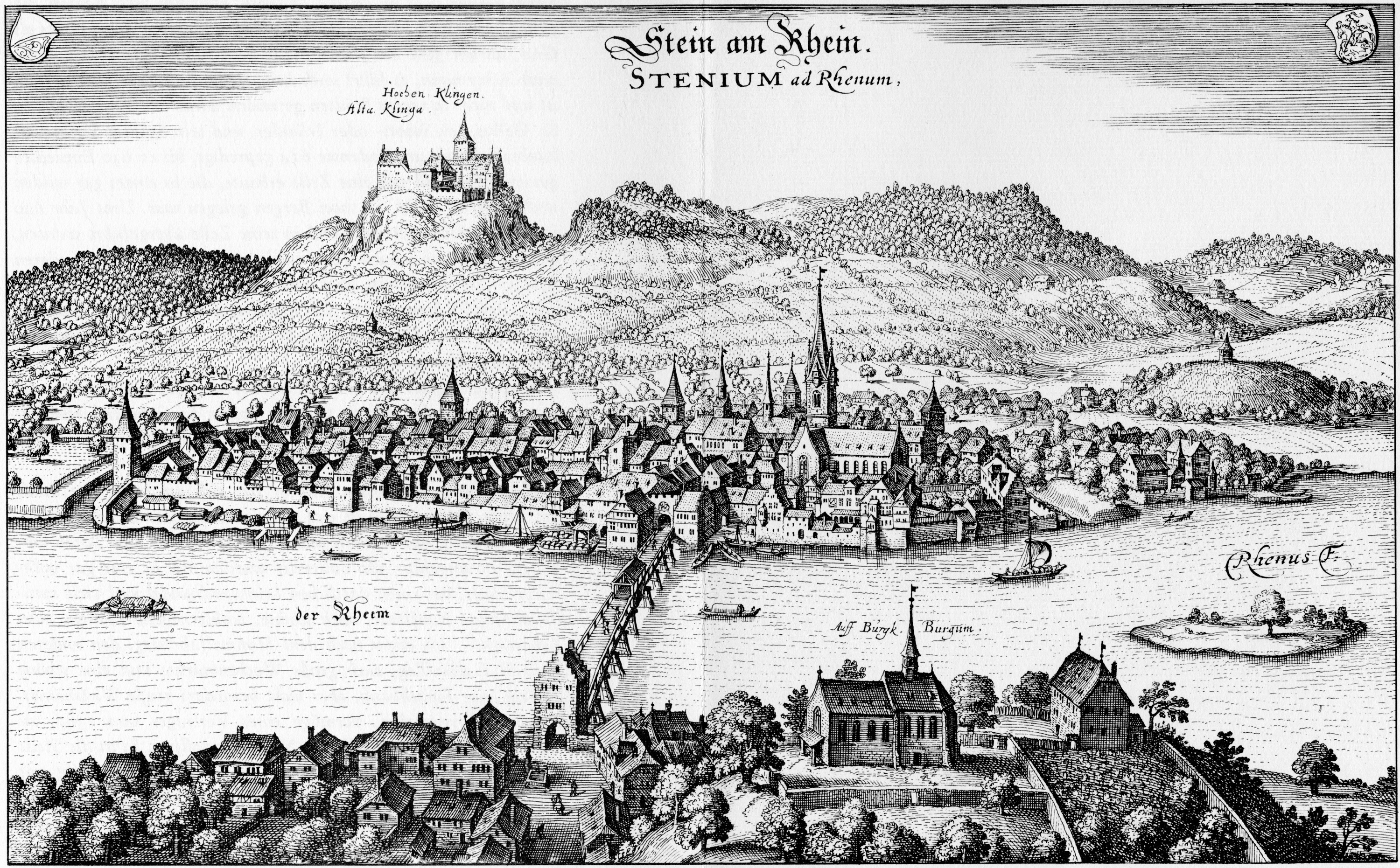
Stein am Rhein a Hohenklingen várral Matthäus Merian metszetén, 1642
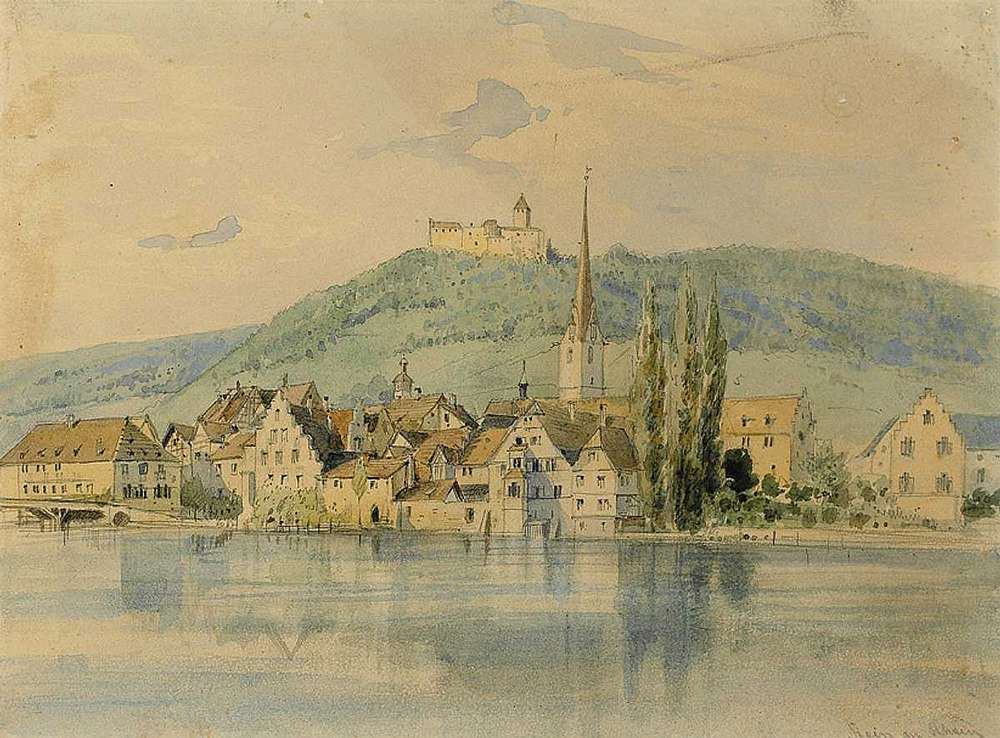
Stein am Rhein a Hohenklingen várral Max Bach képén
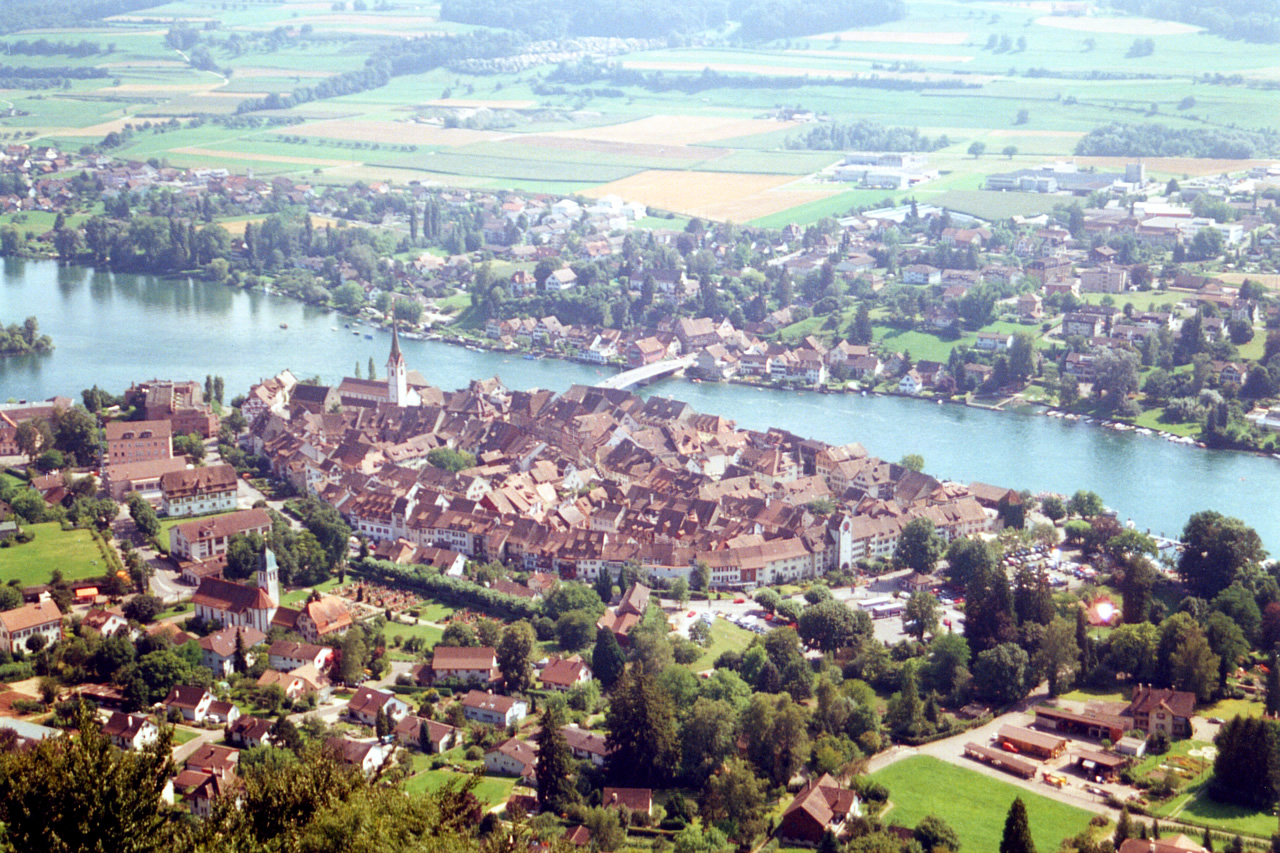
Stein am Rhein légi felvételen
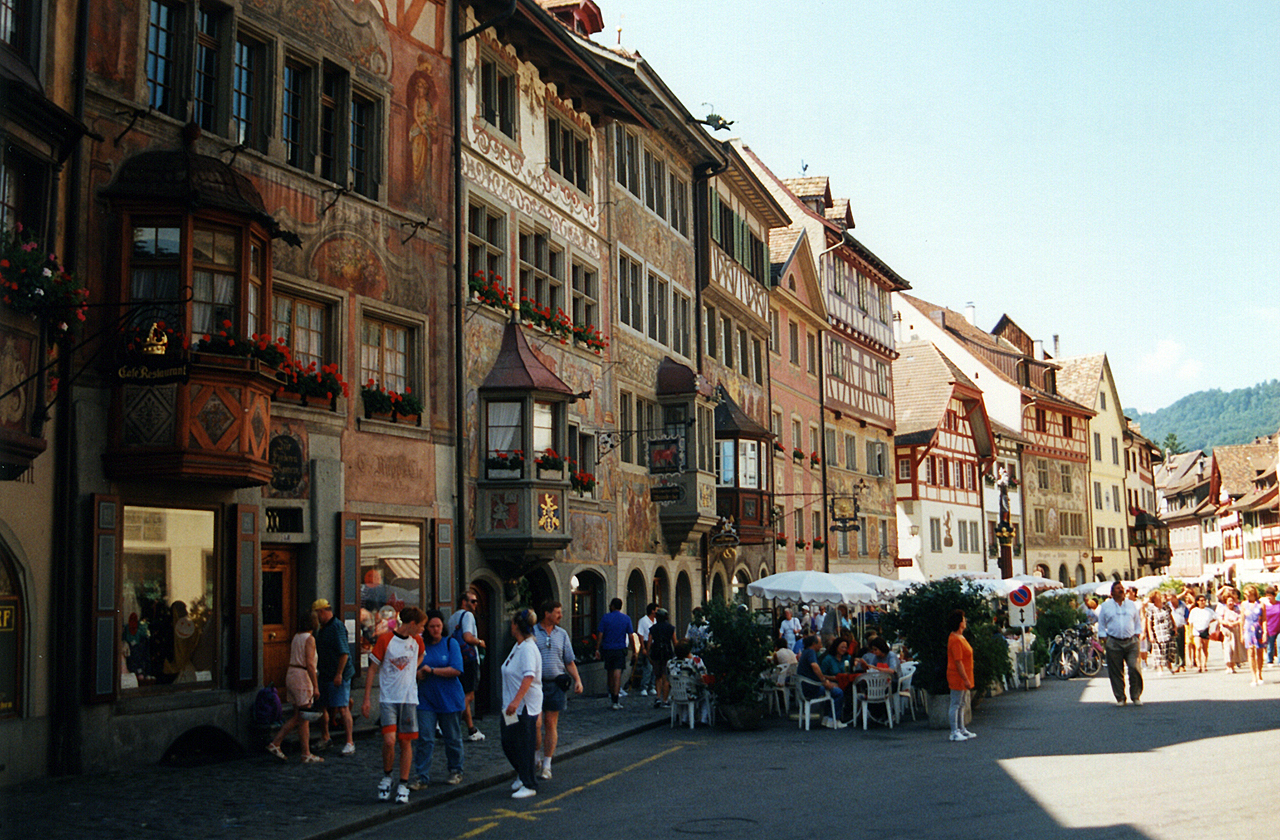
Stein am Rhein óvárosa
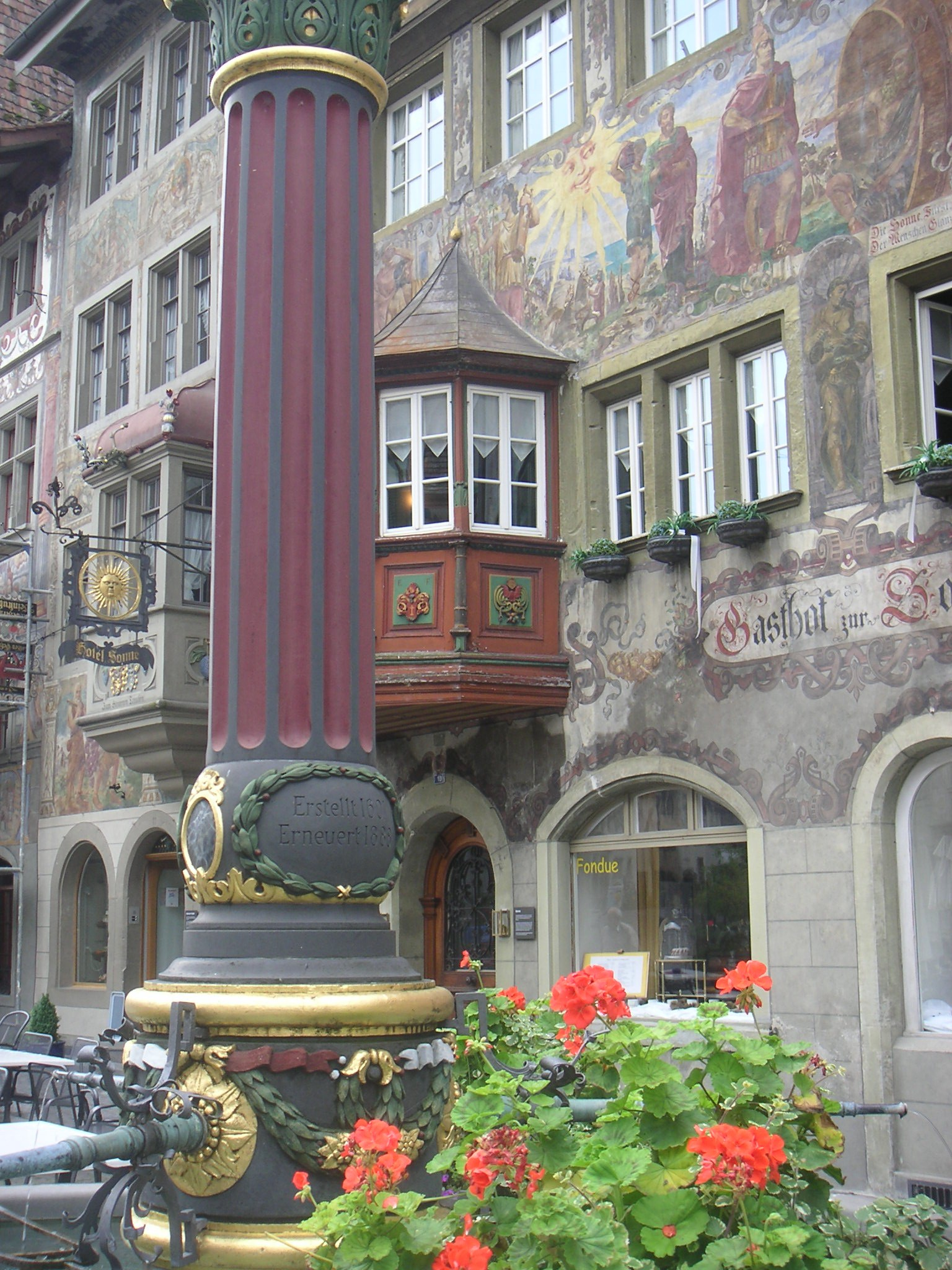
Freskóval díszített házak Stein am Rheinban
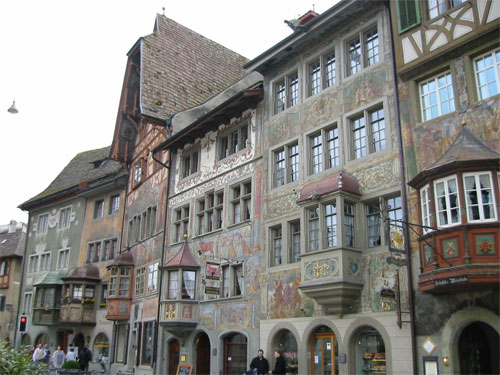
Freskóval díszített házak Stein am Rheinban
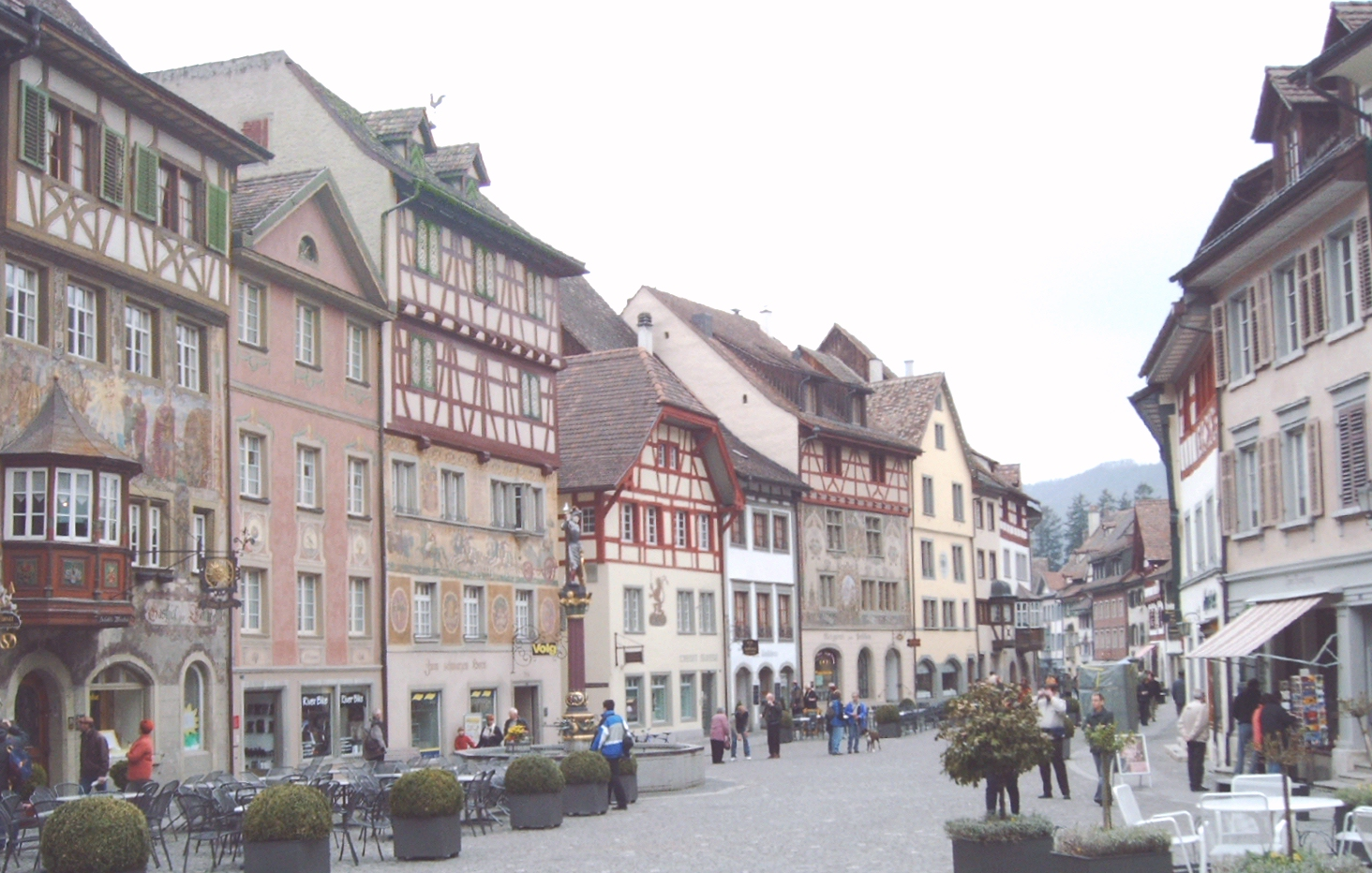
Stein am Rhein főutcája
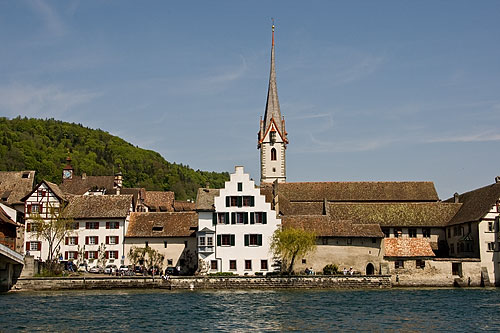
A Szent György kolostor

## Források

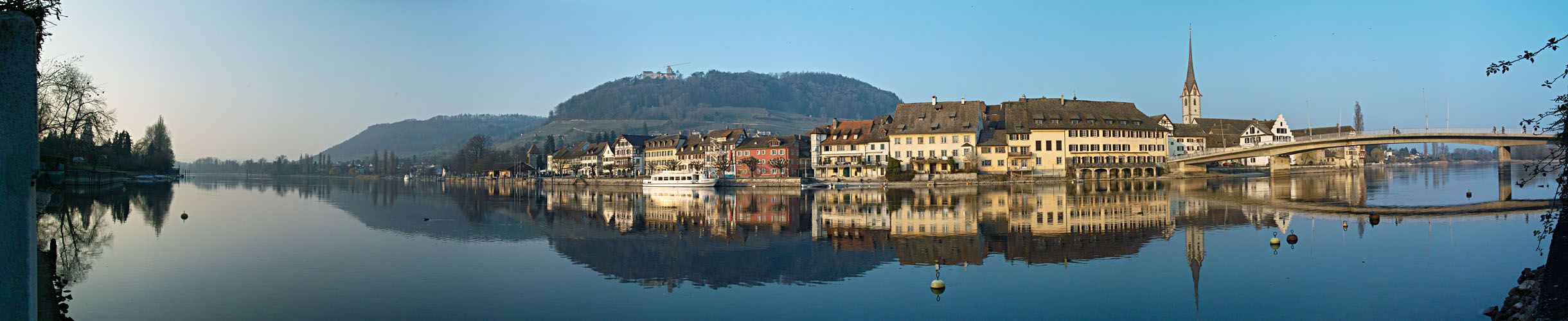
Stein am Rhein panorámaképe